# Véronique Robert
Véronique Robert (* 19. Juli 1962 in Morges im Kanton Waadt; † 24. Juni 2017 in Clamart bei Paris) war eine schweizerisch-französische Journalistin und Kriegsberichterstatterin. Sie wurde besonders durch ihre Arbeiten über Ereignisse im Nahostkonflikt bekannt.

## Leben
Véronique Robert war mit dem französischen Politiker Bruno Fuchs verheiratet.
In den 1980er Jahren arbeitete sie für den westschweizerischen Sender Télévision suisse romande. Lange Zeit lebte sie in Dubai, von wo aus sie Reportagen unter anderem für Marianne, Le Figaro und Paris Match ausführte. Sie war im Kosovo, in Afghanistan und etwa auch in Libyen als unabhängige Reporterin und zeitweise für das Medienunternehmen  #5bis Productions tätig. In Dubai setzte sie sich im Jahr 2007 mit juristischen Mitteln für ihren vergewaltigten Sohn ein und lancierte eine Organisation, die sich vergewaltigter Kinder annimmt.
Während einer Reportage für das Wochenmagazin Envoyé spécial von France 2 über den Kampf der irakischen Armee um Mossul wurde Véronique Robert am 19. Juni 2017 zusammen mit den französischen Reportern Stéphan Villeneuve und Samuel Forey und mit dem Iraker Bakhtiyar Haddad bei der Explosion einer Sprengfalle schwer verletzt. Nach der Notoperation in einem amerikanischen Feldspital bei Bagdad wurde sie zur weiteren Behandlung nach Frankreich in das Militärspital Percy bei Paris überführt, wo sie am 24. Juni 2017 im Alter von 54 Jahren an den Folgen des Attentats starb.

## Ehrung
Véronique Robert erhielt posthum die Auszeichnung als Chevalier der Ehrenlegion.